# Соликамская женская гимназия
Соликамская женская гимназия — гимназия для девочек, открытая в Соликамске в 1900 г.

## История
История Соликамской женской гимназии началась 5 марта 1898 г., когда на Чрезвычайном Земском собрании была поднята тема чествования памяти А. С. Пушкина в год столетия со дня его рождения. В этом важном совещании приняли участие все члены городской Управы, городской глава Н. А. Садовский, инспектор училищ В. К. Семченков, а также член уездного училищного совета П. А. Дмитриев. Именно Дмитриев обратил внимание членов совета на то, что в Соликамске ощущается нехватка подготовленного учительского персонала, и что было бы полезным учредить в городе прогимназию. Это предложение было одобрено собранием.
Двумя годами спустя идея Дмитриева была реализована: 4 мая 1900 г. была открыта четырёхклассная прогимназия для девочек. Она была создана на средства городской управы, размещалась на верхнем этаже городской управы и предназначалась для девочек из всех слоев населения.
Число учениц гимназии с каждым годом росло. В 1906 г. был открыт 5-й класс, в 1908 г. — 6-й класс, в 1909 г. — 7 класс. 20 февраля 1910 г. Соликамская прогимназия получила статус гимназии. По окончании 7-го класса ученицы получали аттестат на звание учительницы начальной школы, по окончании 8-го класса — аттестат на звание домашней учительницы. Если ученица заканчивала гимназию с медалью, то она получала аттестат домашней наставницы. Кроме того, успешно окончив 8 классов, выпускница получало право без экзаменов поступить на высшие женские курсы. В 1917 г. в женской гимназии было уже два восьмых класса, один из которых был общеобразовательным, второй — педагогическим. За обучение в гимназии плата составляла 25 рублей в год. Для гимназии в 1912 г. было возведено отдельное здание. 
Гимназия работала до 1 ноября 1921 г., когда на её базе был создан педагогический техникум из двух классов, однако он действовал до конца мая 1922 г., когда ввиду недостатка финансирования его пришлось закрыть. В августе того же 1922 г. педагогический техникум был открыт вновь и постепенно начал развиваться. В 1939 г. он был преобразован в Учительский институт, в качестве которого проработал до 1946 г., когда был реорганизован в Педагогическое училище. В годы Великой Отечественной войны в его здании размещался госпиталь №2570.
В 1994 г. Педагогическое училище было преобразовано в Педагогический колледж, который ныне носит имя в честь директора народных училищ Пермской губернии Алексея Пахомовича Раменского.
Здание, в котором располагается колледж, по Распоряжению облисполкома № 108 от 15 мая 1986 г. было признано памятником архитектуры местного значения.